# Събев
Събев е българско бащино и фамилно име. В женски род бащиното или фамилното име е Събева, а в множествено число е Събеви. Името произлиза от българското лично мъжко име Съби, което от своя страна произлиза от деня на седмицата събота или е съкратено от българското мъжко лично име Съботин. Думата събота е от славянски произход. . Според някои името Съботин произлиза от деня събота,  или е преведно на гръцкото име Сава, Саватий.. Други български лични имена свързани с името Съби и Събеви са Съба, Събка и Събчо.

## Личности
Събев
(като фамилно име)
- Александър Събев, директор на театър „Гео Милев“, Стара Загора
- Александър Събев, защитник от ПФК ЦСКА (София)
- Йовчо Събев, футболист на Левски (Карлово)
- Йордан Събев, нападател на ПФК Сливен (Сливен)
- Марио Събев, български музикант
- Николай Събев, български художник
- Митко Събев, президент на ПСФК Черноморец (Бургас)
- Петър Събев, футболист на ПФК Локомотив (Пловдив)
- Стоян Събев, български революционер
- Станислав Събев, футболист на Доростол (Силистра)
- Съби Събев (1950 – 2024), български генерал
- Събчо Събев, български оперен певец
- Христофор Събев, български духовник
- Петър Събев, бизнесмен